# Metazygia wittfeldae
Metazygia wittfeldae är en spindelart som först beskrevs av Henry Christopher McCook 1894.  Metazygia wittfeldae ingår i släktet Metazygia och familjen hjulspindlar. Inga underarter finns listade i Catalogue of Life.